# Kabupaten Sorong Selatan
Kabupaten Sorong Selatan är ett kabupaten i Indonesien.   Det ligger i provinsen Papua Barat, i den östra delen av landet, 2 900 km öster om huvudstaden Jakarta. Antalet invånare är 37 900.